# Нижня палата
Ни́жня пала́та — одна з двох палат у двопалатних парламентах. Інша палата називається верхньою.
Палата формується на демократичних засадах, шляхом виборів. Здебільшого має виключне право формувати уряд.

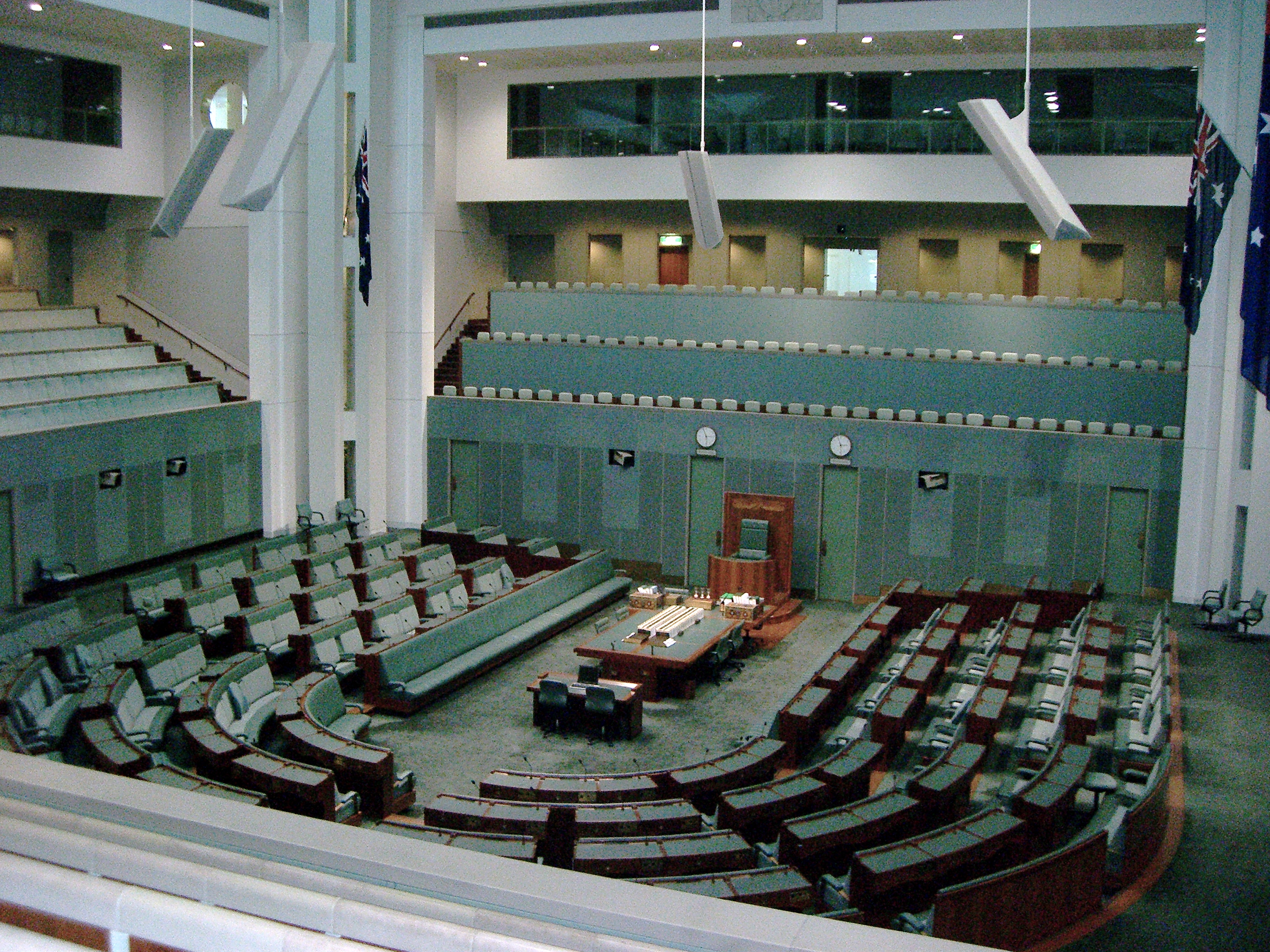
Внутрішній вигляд палати представників Австралії

## Загальні ознаки
Нижнім палатам притаманні наступні характеристики:

### Повноваження
- У парламентській системі:
  - Завдяки обмеженню впливу верхньої палати, має значно ширші повноваження.
  - Можливість обійти рішення верхньої палати 2/3 голосів.
  - Може вручати вотум недовіри уряду, що в принципі відсутнє у верхній палаті.
  - Виключеннями є Австралія, де Сенат має повноваження близькі до Палати Представників. А також Італія де Сенат має ідентичні повноваження з нижньою палатою.
- У президентській системі:
  - У деяких країнах, зазвичай під впливом конституції США нижня палата має трохи нижчий рівень повноважень, адже саме Сенат має можливість застосовувати так звані «поради та згоди» вищому керівництву уряду (наприклад, організація зустрічей).
  - Має право розпочинати процес імпічменту (після чого його продовжить верхня палата).

### Особливості
- У порівнянні з верхньою палатою завжди обирається напряму.
- Зазвичай виборча система відрізняється у обох палатах.
- Густонаселені регіони краще представлені у нижній палаті, ніж у верхній.
- Вибори проводяться частіше.
- У порівнянні з верхньою палатою деяких країн, де вибори проводяться почастинно, нижня палата завжди обирається повністю .
- у парламентській системі може призначати та розпускати уряд.
- Часто більше депутатів.
- Має особливе право у прийнятті бюджету та грошово-кредитних законів.
- Нижчий віковий ценз, ніж у верхній палаті.

## Приклади

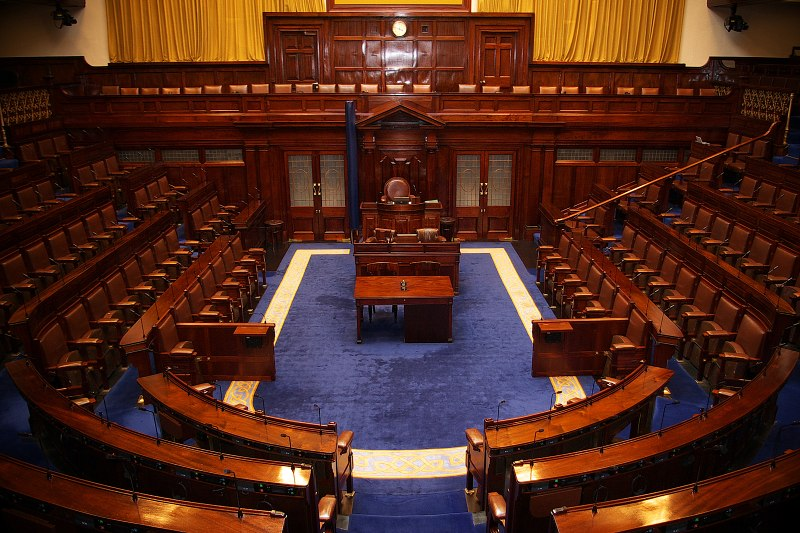
Dáil Éireann, нижня палата парламенту Ірландії

У Великій Британії нижня палата Парламенту — Палата громад, в Росії — Державна Дума, в США — Палата представників.